# Kitsais
Les Kitsais, Kichais ou K'itsäsh sont une tribu amérindienne du sud des Grandes Plaines, faisant partie des peuples caddoans.

## Histoire
Historiquement, le territoire kitsai comprenait le centre sud de l'Oklahoma et le centre nord du Texas, à l'ouest des Caddos, en particulier le long de la Rivière Rouge. Plusieurs sites archéologiques du nord du Texas ont été reliés, sans certitude, aux Kitsais, notamment le site de Gilbert (milieu du XVIIIe siècle). Certains archéologues croient que les ancêtres des Kitsais étaient le peuple préhistorique de Spiro. 
Vers 1701, les Kitsais ont été observés en amont de la Rivière Rouge et au sud jusqu'aux sources supérieures de la Trinity au Texas. En 1712, une partie d'entre eux étaient en guerre contre les Hainais, qui habitaient en aval de la Trinity. En 1719, Jean-Baptiste Bénard de la Harpe rencontra les Kitsais sur la Canadian en route vers le Nouveau-Mexique pour combattre les Apaches. La tribu s'allia aux Français, auxquels ils restèrent loyaux.
À cette époque, les Kitsais étaient déjà en possession de chevaux. Des mariages hors de la tribu se pratiquaient avec les Kadohadacho (une bande caddo). D'après divers documents français et espagnols, les Kitsais étaient fermiers et chasseurs, comme tous les peuples caddoans. Ils auraient été divisés en deux groupes, une bande au nord alliée aux Wichitas et une bande au sud alliée aux Kadohadacho et à d'autres bandes caddo.
Vers 1772, leur principal village, comptant 30 maisons et 80 guerriers pour la plupart jeunes, était située sur le site de la future Palestine. En 1778, un second village se trouvait au sud du village principal, probablement sur le site de l'actuelle Salt City. Au total, la tribu comptait environ une centaine de guerriers.
Comme toutes les autres tribus, les Kitsais souffrirent de l'introduction de nouvelles maladies, et des conflits entre les Français, les Espagnols et les Anglais pour le contrôle de la région. Par suite, leur population décrût de manière importante.
Les Kitsais survivants formèrent une tribu unique avec les Wichitas en 1835 en signant un traité avec les États-Unis.
En 1855, les Kitsais, avec plusieurs autres petites tribus, furent installés dans la réserve indienne de Brazos River. Trois ans plus tard, ils se réfugièrent au nord des Territoires indiens et rejoignirent les Wichitas, qui avaient une agriculture, des habitations et des coutumes similaires.
Aujourd'hui, les Kitsais n'existent plus en tant que tribu. Ils vivent parmi les Caddos et les Wichitas, dans le comté de Caddo dans le centre ouest de l'Oklahoma. En 1977, leur population était estimée à 350 personnes.